# Syringothecium brasiliense
Syringothecium brasiliense är en bladmossart som beskrevs av Brotherus 1924. Syringothecium brasiliense ingår i släktet Syringothecium och familjen Sematophyllaceae. Inga underarter finns listade i Catalogue of Life.